# Nederländernas armé

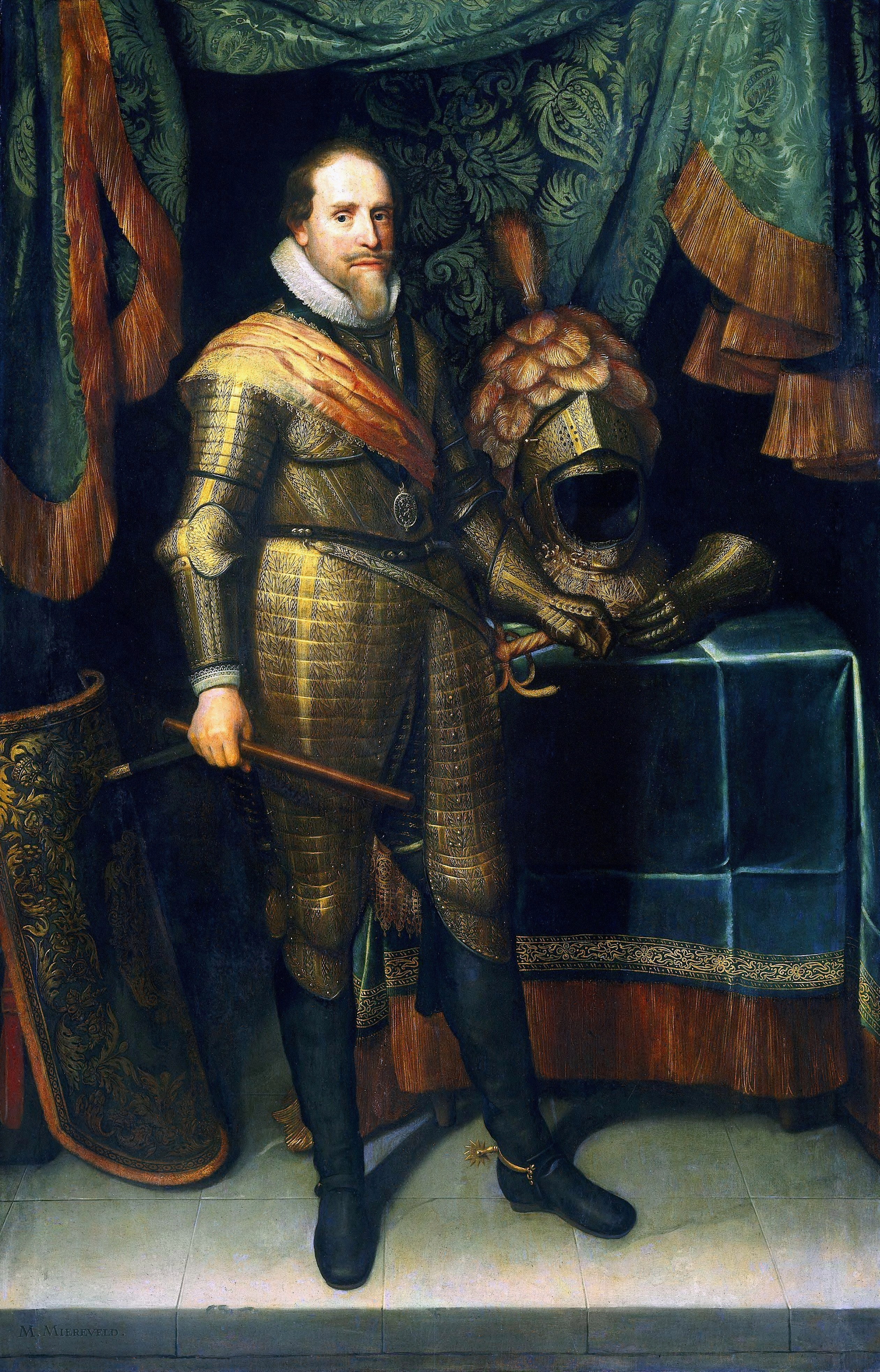
Moritz av Oranien, en av Nederländernas armés berömda härförare, porträtterad av Michiel Janszoon van Miereveld, mellan ungefär 1613 och ungefär 1620.

Nederländernas armé (nederländska: Koninklijke Landmacht) bildades den 9 januari 1814, men dess ursprung sträcker sig ända till 1572, då den så kallade "Staatse Leger" bildades, det vill säga Republiken förenade Nederländernas armé. Nederländerna har därmed en av världens äldsta arméer. 
Den har deltagit i krig med Napoleon, andra världskriget, Indonesiska självständighetskriget, Koreakriget och varit med i NATO:s kalla kriget-front mot Sovjetunionen inne i Tyskland mellan 1950 och 1990. Armén består av 25 000 heltids- och deltidsanställd personal. Nederländernas armé har deltagit i flera av FN:s fredsbevarande uppdrag (särskilt med UNIFIL i Libanon, UNPROFOR i Bosnien-Hercegovina och MINUSMA i Mali).

## Bakgrund
Den kungliga nederländska arméns uppgift är fastställda i Nederländernas konstitution: att försvara kungariket Nederländernas territorium (inklusive Karibiska Nederländerna) och dess allierade, skydda och främja den internationella rättsordningen och att stödja olika länders regeringar inom brottsbekämpning, katastrofhjälp och humanitärt bistånd, både nationellt och internationellt. Den högsta makten över Nederländernas väpnade styrkor utövas av regeringen (som utgörs av monarken och ministrarna); det finns alltså ingen konstitutionell överbefälhavare. Emellertid svär arméns personal trohet till den nederländska monarken.
Den nederländska arméns doktrin betonar starkt internationellt samarbete.
Nederländerna är en av de grundande medlemmarna i Nato och bidrar starkt till organisationen. På samma gång samarbetar Nederländerna nära med andra medlemsländer även under EU-ledda uppdrag. Dessutom ses det framgångsrika holländsk-tyska militära samarbetet som en förebild för europeisk försvarsintegration, med färre språkliga och kulturella frågor än den jämförbara Fransk-tyska brigaden. År 2014 integrerades 11 Airmobile Brigade i Rapid Forces Division. År 2016 integrerades den nederländsk-tyska 414 stridsvagnsbataljonen i den 43:e mekaniserade brigaden, som i sin tur var integrerad 1:a pansardivisionen. Dessutom integrerades den tyska luftvärnsmissilgruppen 61 (tyska: Flugabwehrraketengruppe 61) i det nederländska gemensamma markbaserade luftförsvarskommandot år 2018.

## FN-uppdrag

### Bosnien
Nederländsk armépersonal utplacerades i Bosnien mellan 1994 och 1995 för att, som en del av FN:s fredsstyrka UNPROFOR, hålla tillbaka det eskalerande etniska våldet under Bosnienkriget. Tre infanteribataljoner (kända som Dutchbats) från den, vid den tiden, nyligen etablerade 11 Air Assault Brigade sattes in för att bevakningen av FN säkrade områden från eventuella hot. Detta uppdrag blev ökänt efter belägringen av Srebrenica och den efterföljande massakern i Srebrenica. Bosnisk-serbiska trupper under befäl av general Ratko Mladic, som senare dömdes till livstids fängelse på grund av deltagande i folkmord, brott mot mänskligheten och krigsförbrytelser 2017, invaderade enklaven Srebrenica och deporterade och massakrerade därefter en stor del av de muslimska männen och pojkarna.

### Irak
En kontingent på 1 345 soldater (varav en del kom från armén och en del var marinsoldater), som hade stöd av Royal Netherlands Air Force-helikoptrar, utplacerades till Irak 2003 med bas på Camp Smitty nära Al-Samawah (södra Irak) med ansvar för Al-Muthanna-provinsen. De var en del av multinationella styrkan i Irak. Den 1 juni 2004 förnyade den nederländska regeringen Nederländernas uppdrag till 2005. Nederländerna drog bort sina trupper från Irak i mars 2005. Ett halvdussin sambandsofficerare blev kvar till slutet av 2005. Nederländerna förlorade två soldater i separata attacker.
Från 2015 till våren 2018 satte nederländska specialförband (KCT och NLMARSOF) ut en råd- och assistansgrupp i norra Irak för samarbete med den belgiska specialstyrkans motsvarande grupp. Under denna utplacering gav de stöd till kurdiska Peshmerga och irakiska arméstyrkor före, under och efter operationer i striden mot Islamiska staten, som en del av den kombinerade gemensamma arbetsgruppen – Operation Inherent Resolve.

### Afghanistan
Mellan 2001 och 2003 sändes ett förstärkt armékompani till Afghanistan för att hjälpa till att upprätthålla allmän ordning och tillhandahålla säkerhet i och runt huvudstaden Kabul. Dessutom gavs militärt bistånd till den afghanska nationella armén och till lokala säkerhetstrupper. Trupperna var utplacerade under befäl av Natos uppdrag för International Security Assistance Force.

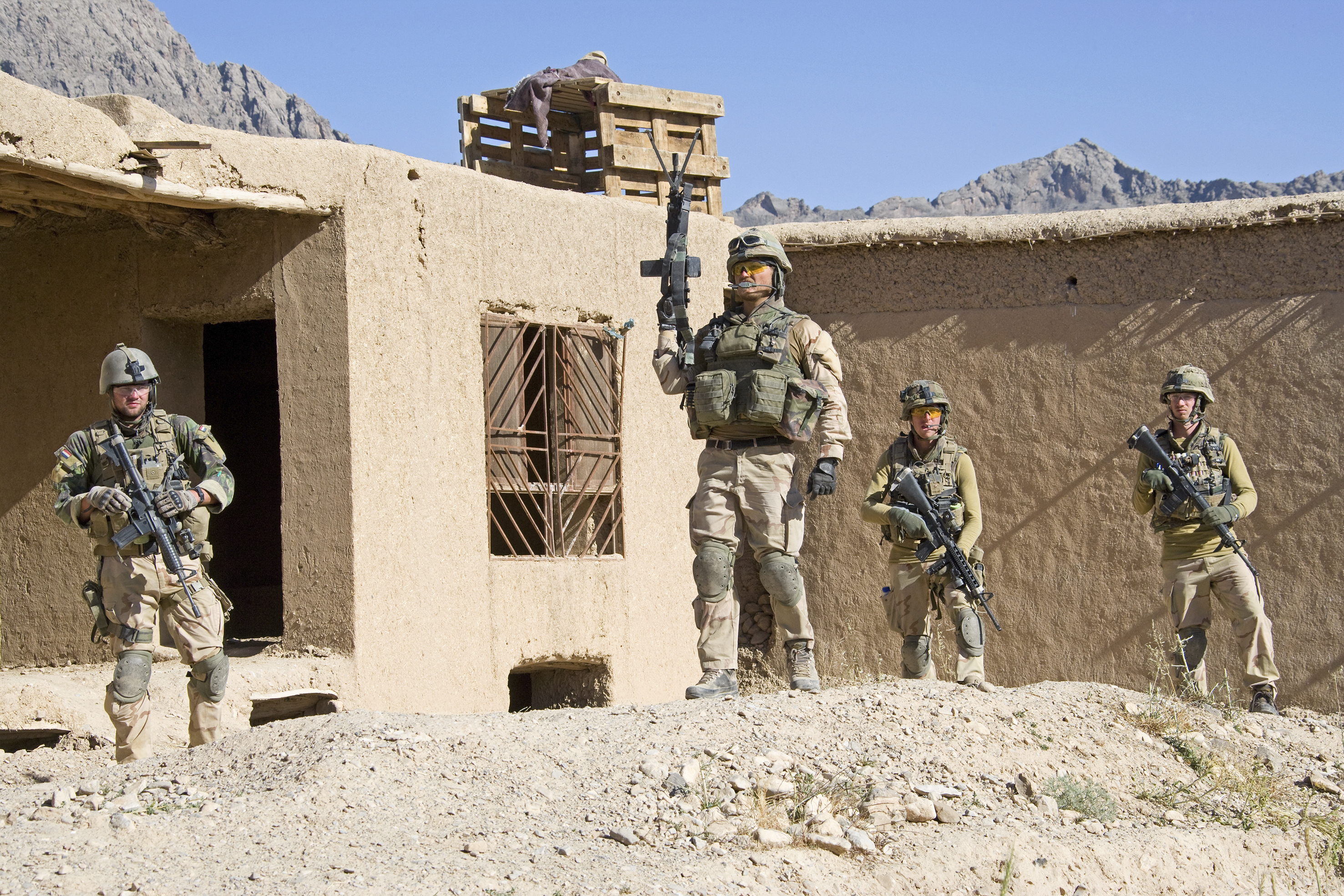
Nederländska arméstyrkor genomsöker en by i Uruzgan, Afghanistan 2009.

Mellan 2006 och 2010 skickade Nederländerna soldater till södra Afghanistan. Tillsammans med de australiensiska väpnade styrkorna tilldelades nederländska styrkor provinsen Uruzgan som sitt verksamhetsområde. I mitten av 2006 utplacerades nederländska specialstyrkor från Korps Commandotroepen, som en del av Deployment Task Force, framgångsrikt till Tarinkot, för att utgöra grunden för det ökande antalet ingenjörssoldater som skulle bygga en bas där. I augusti 2006 hade Nederländerna placerat ut majoriteten av 1 400 soldater till Uruzgan-provinsen i södra Afghanistan vid den multinationella basen Tarinkot (Kamp Holland) i Tarinkot (1 200) och Kamp Hadrian i Deh Rawud (200). De självgående artilleripjäserna PzH 2000 sattes in och användes i strid för första gången. De nederländska styrkorna opererade under befäl av ISAF Task Force Uruzgan och var involverade i några av de mer intensiva striderna i södra Afghanistan, inklusive Operation Medusa och slaget vid Chora. Den 18 april 2008, den andra dagen av hans kommando, var sonen till befälhavaren för den kungliga nederländska arméns generallöjtnant Peter van Uhm, löjtnant Dennis van Uhm, en av två militärer som dödades av en explosion vid vägen. Den 1 september 2008 hade Nederländerna totalt 1 770 soldater i Afghanistan exklusive specialstyrkesoldater. Totalt dödades 25 nederländska militärer i strid under uppdraget. Alla nederländska soldater drogs tillbaka från Afghanistan i augusti 2010.
Sedan 2015 har 160 nederländska soldater från Korps Commandotroepen och flera stödtrupper utlokaliserats till den afghanska staden Mazar-e-Sharif som en del av Natos Resolute Support Mission. Nederländska trupper samarbetade med personal från tyska Kommando Spezialkräfte, som en del av det tysk-nederländska Special Operations Advisory Team (SOAT). SOAT gav råd och assistans under operationer till afghanska polisens taktiska enhet, Afghan Territorial Force-888 (ATF-888). SOAT fick befogenhet att vara verksam i hela Afghanistan.

### Mali

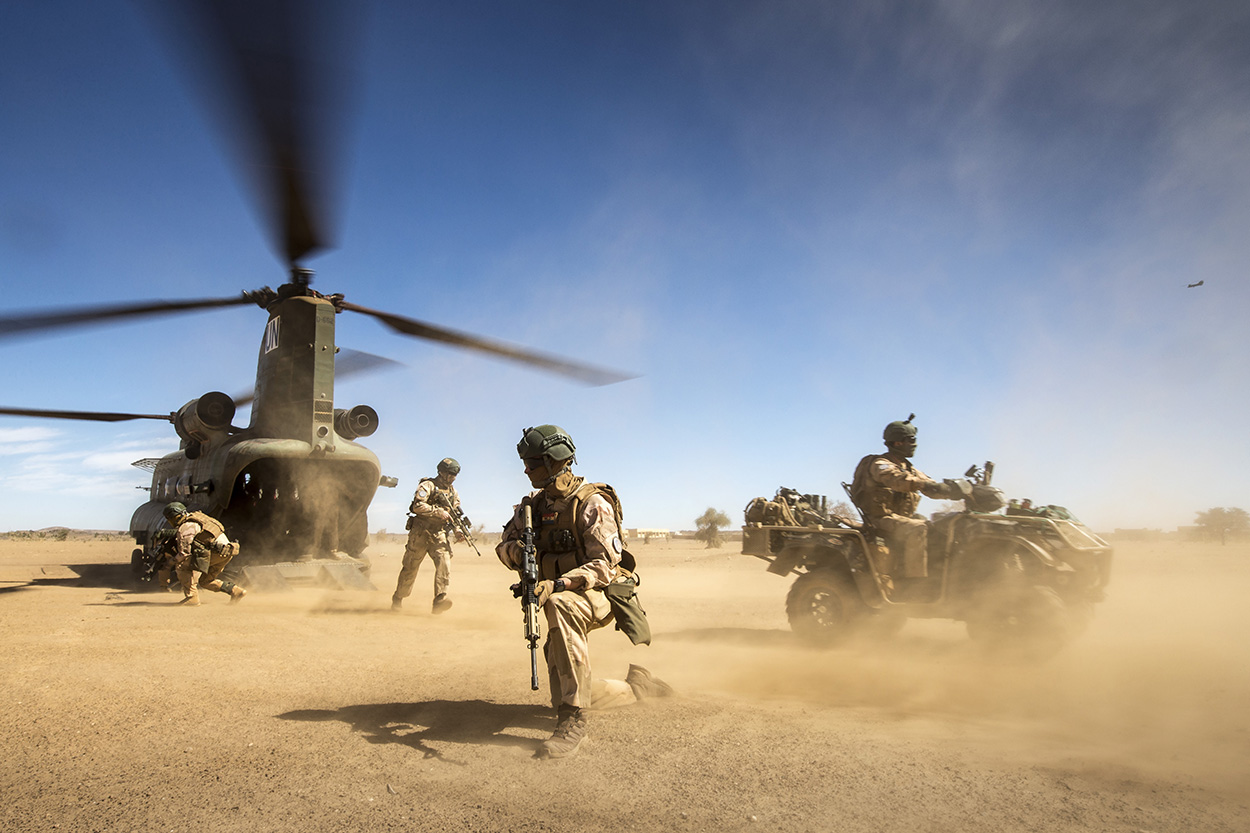
Soldater från 11:e flygmobilbrigaden går av en CH-47 Chinook-helikopter under en långdistansspaning, norr om Gao, Mali.

Specialstyrkor från Korps Commandotroepen har varit utplacerade i Mali sedan 2014 som en del av FN-uppdraget MINUSMA. Den primära uppgiften för de nederländska styrkorna har varit att samla in underrättelser om lokala islamistiska grupper och att skydda Malis folk mot radikala islamistiska grupper. Den 6 juli 2016 dödades två soldater från 11 Airmobile Brigade under en skjutövning med granatkastare och en tredje soldat skadades allvarligt. Händelsen ledde till att försvarsministern Jeanine Hennis-Plasschaert och försvarschefen Tom Middendorp avgick efter att en kritisk rapport från den nederländska säkerhetsstyrelsen fann att säkerhetsstandarderna var undermåliga. Nederländerna avslutade sitt truppbidrag till det fredsbevarande uppdraget i maj 2019 för att skicka trupper till Afghanistan istället.

## Nato-uppdrag

### Litauen
Nederländernas regering tillkännagav 2016 att Nederländerna skulle bidra med trupper till NATOs Enhanced Forward Presence-uppdrag i Litauen  för att skydda och försäkra länder på Natos östra flank – Baltikum och Polen i synnerhet – om deras säkerhet efter ökade politiska spänningar förorsakade av Rysslands annektering av Krim och kriget i Donbass. Det nederländska bidraget är för närvarande cirka 270 soldater, som är integrerade i en multinationell styrka som leds av Tyskland.

## Värnplikt
År 1997 upphörde den allmänna värnplikten i Nederländerna.